# Japan Football League
A Japan Football League (日本フットボールリーグ, Nihon Futtobōru Rīgu) é o quarto nível do sistema de ligas de futebol no Japão. Ao contrário da J. League, J2 League e J3 League, a JFL possui estatuto semi-amador.

## História
A JFL foi criada em 1999, inicialmente como o segundo escalão no futebol japonês. Seu primeiro campeão foi o Yokohama FC, que obteve ainda o título na temporada seguinte.
Seu maior vencedor é o Honda FC, com 8 títulos (2001, 2002, 2006, 2008, 2014, 2016, 2017 e 2018), seguido por Sagawa Shiga (3 conquistas), Otsuka Pharmaceuticals (atual Tokushima Vortis) e Yokohama FC (ambos com 2 títulos).

## Formatos de disputa e promoção
Disputada no sistema de Apertura e Clausura, a JFL era a divisão abaixo da J. League 2 (segunda divisão japonesa) até 2013. Com a criação da J3 League, passou a ser o quarto nível do futebol nipônico.
Abaixo, os critérios para promoção de um clube da JFL a uma das 3 divisões principais da J. League:
- Declarar intenção de ser promovido à J1, J2 ou J3;
- Possuir estádio e instalações de treino adequados aos padrões da J. League, apoio da torcida (não inclui apoios empresariais) e finanças sob controle;
- Terminar em primeiro ou segundo lugar na JFL (o campeão é promovido automaticamente, enquanto que o segundo colocado disputaria um play-off contra o penúltimo da J3;
- Obter aprovação do comitê da J. League.

## Rebaixamento
As equipes que ficam nas últimas posições da tabela da JFL disputam vaga com as melhores equipes classificadas nas Ligas Regionais.

## Campeões
| Ano  | Campeão                |
| ---- | ---------------------- |
| 1999 | Yokohama FC            |
| 2000 | Yokohama FC            |
| 2001 | Honda FC               |
| 2002 | Honda FC               |
| 2003 | Otsuka Pharmaceutical  |
| 2004 | Otsuka Pharmaceuticals |
| 2005 | Ehime FC               |
| 2006 | Honda FC               |
| 2007 | Sagawa Express         |
| 2008 | Honda FC               |
| 2009 | Sagawa Shiga           |
| 2010 | Gainare Tottori        |
| 2011 | Sagawa Shiga           |
| 2012 | V-Varen Nagasaki       |
| 2013 | Nagano Parceiro        |
| 2014 | Honda FC               |
| 2015 | Honda FC               |
| 2016 | Honda FC               |
| 2017 | Honda FC               |
| 2018 | Honda FC               |

### Títulos por equipe
| Equipe                 | Títulos | Anos                                           |
| ---------------------- | ------- | ---------------------------------------------- |
| Honda FC               | 8       | 2001, 2002, 2006, 2008, 2014, 2016, 2017, 2018 |
| Sagawa Shiga           | 3       | 2007, 2009, 2011                               |
| Otsuka Pharmaceuticals | 2       | 2003, 2004                                     |
| Yokohama FC            | 2       | 1999, 2000                                     |
| Nagano Parceiro        | 1       | 2013                                           |
| Ehime FC               | 1       | 2005                                           |
| Gainare Tottori        | 1       | 2010                                           |
| V-Varen Nagasaki       | 1       | 2012                                           |
| Sony SendaI            | 1       | 2015                                           |